# Fox River (Alaska)
Pour les articles homonymes, voir Fox.
Fox River est une census-designated place du borough de la péninsule de Kenai en Alaska aux États-Unis. Sa population était de 685 habitants en 2010.
Elle est située sur la rive nord de la baie Kachemak, à 39 km au nord-est d'Homer, à la fin de la Sterling Highway.
Les températures moyennes vont de −10 °C à −6 °C en janvier et de 8 °C à 18 °C en juillet.
Son nom a été référencé en 1895 et a pu provenir de celui de Theodore Fox, vice-président de la North Pacific Mining and Transportation Company qui opérait dans le secteur de la baie Kachemak en 1894.
La majorité des habitants travaillent et s'approvisionnent à Homer.

## Démographie
| 1990 | 2000 | 2010 | - | - | - |
| ---- | ---- | ---- | - | - | - |
| 382  | 616  | 685  | - | - | - |